# Jan Antoni Krasulski
Jan Antoni Krasulski (ur. 1912 we Lwowie, zm. 15 kwietnia 1941 nad rzeką Stryj), pseud. „Tońko”, „Naganowski” – batiar lwowski, Biały Kurier, zapalony kibic lwowskiej Pogoni. Podczas walk o Lwów w 1918 r. wziął do niewoli ukraińskiego żołnierza. Po samobójstwie narzeczonej – Marii, przekradł się przez zieloną granicę na Węgry, gdzie został zwerbowany w ambasadzie polskiej na członka SZP, a później ZWZ. Od zdobytego rewolweru na bolszewiku nazwany „Tońkiem Naganowskim”. W trasę „białokurierską” chodził wspólnie z hm. Tadeuszem Chciukiem. Był uważany za KPH (członka Koła Przyjaciół Harcerstwa) przez Białych Kurierów. Po wyjeździe Tadeusza Chciuka do podchorążówki do Francji w trasę chodził ze Zbigniewem Janickim. Zginął w potyczce nad rzeką Stryj 15.04.1940 r., podczas próby przejścia grupy Zbigniewa Janickiego na Węgry, osłaniając grupę przy moście.
Jego siostra mieszkała we Lwowie, przy ul. Zielonej 34 (94), działała w konspiracji i była zagrożona aresztowaniem.